# 雅恩
雅恩，賈恩 或者 贾汉（Jahn）可以指：

## 人物
- 扎比内·雅恩（德語：Sabine Jahn，1953年6月27日－），德国女子赛艇运动员。
- 赫爾穆特·賈恩（英語：Helmut Jahn，1940年1月4日－2021年5月8日），德裔美國建築師。
- 罗伯特·G·贾汉（英語：Robert George Jahn，1930年4月1日－2017年11月15日），美國等離子體物理學家。

|  | 本页或本分段罗列了姓氏为「雅恩」的人物。 如果是一个指代特定个人的内链将您引导到本页，請考慮修正該人物的名字以將链接指向正確的條目。 |